# Headlights (chanson de Robin Schulz)
Pour les articles homonymes, voir Headlights.
Singles par Robin Schulz
Sun Goes Down
(2014) Sugar
(2015)
Headlights est une chanson du disc jockey allemand Robin Schulz en featuring avec la chanteuse Ilsey, sortie le 10 avril 2015.

## Liste des pistes
| 1. | Headlights                    | 3:32 |
| 2. | Headlights (Extended Version) | 5:32 |

## Classement hebdomadaire
| Classement                                | Meilleure position |
| ----------------------------------------- | ------------------ |
| Allemagne (Media Control AG)              | 6                  |
| Australie (ARIA)                          | 2                  |
| Autriche (Ö3 Austria Top 40)              | 2                  |
| Belgique (Flandre Ultratop 50 Singles)    | 16                 |
| Belgique (Wallonie Ultratop 50 Singles)   | 14                 |
| Danemark (Tracklisten)                    | 37                 |
| Espagne (PROMUSICAE)                      | 29                 |
| Finlande (Suomen virallinen lista)        | 15                 |
| France (SNEP)                             | 30                 |
| Italie (FIMI)                             | 17                 |
| Norvège (VG-lista)                        | 8                  |
| Pays-Bas (Nederlandse Top 40)             | 33                 |
| Royaume-Uni (The Official Charts Company) | 96                 |
| Suède (Sverigetopplistan)                 | 17                 |
| Suisse (Schweizer Hitparade)              | 7                  |